# Evangelische Kirche Ágfalva

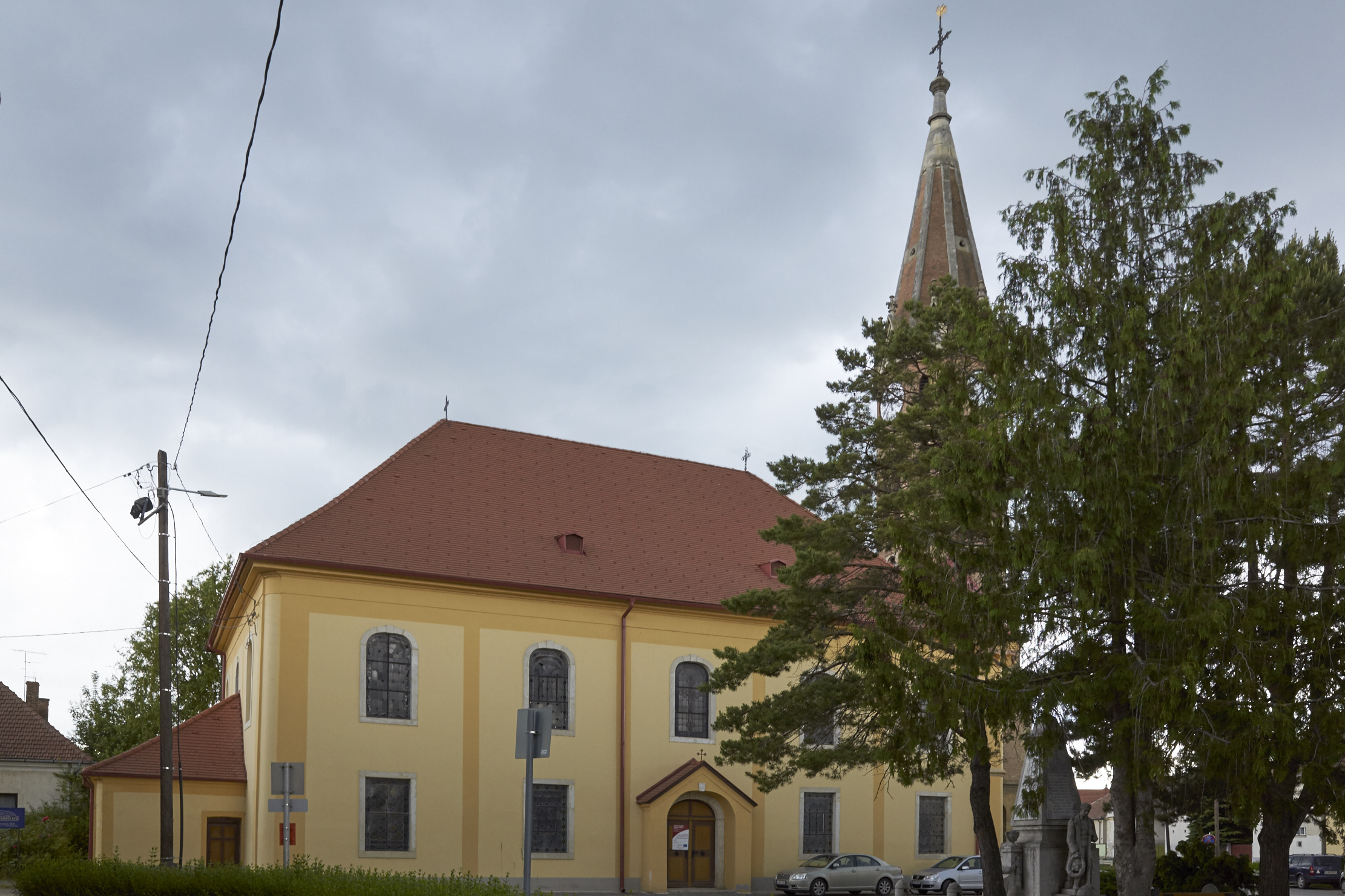
Lutherische Kirche Ágfalva, Gesamtansicht

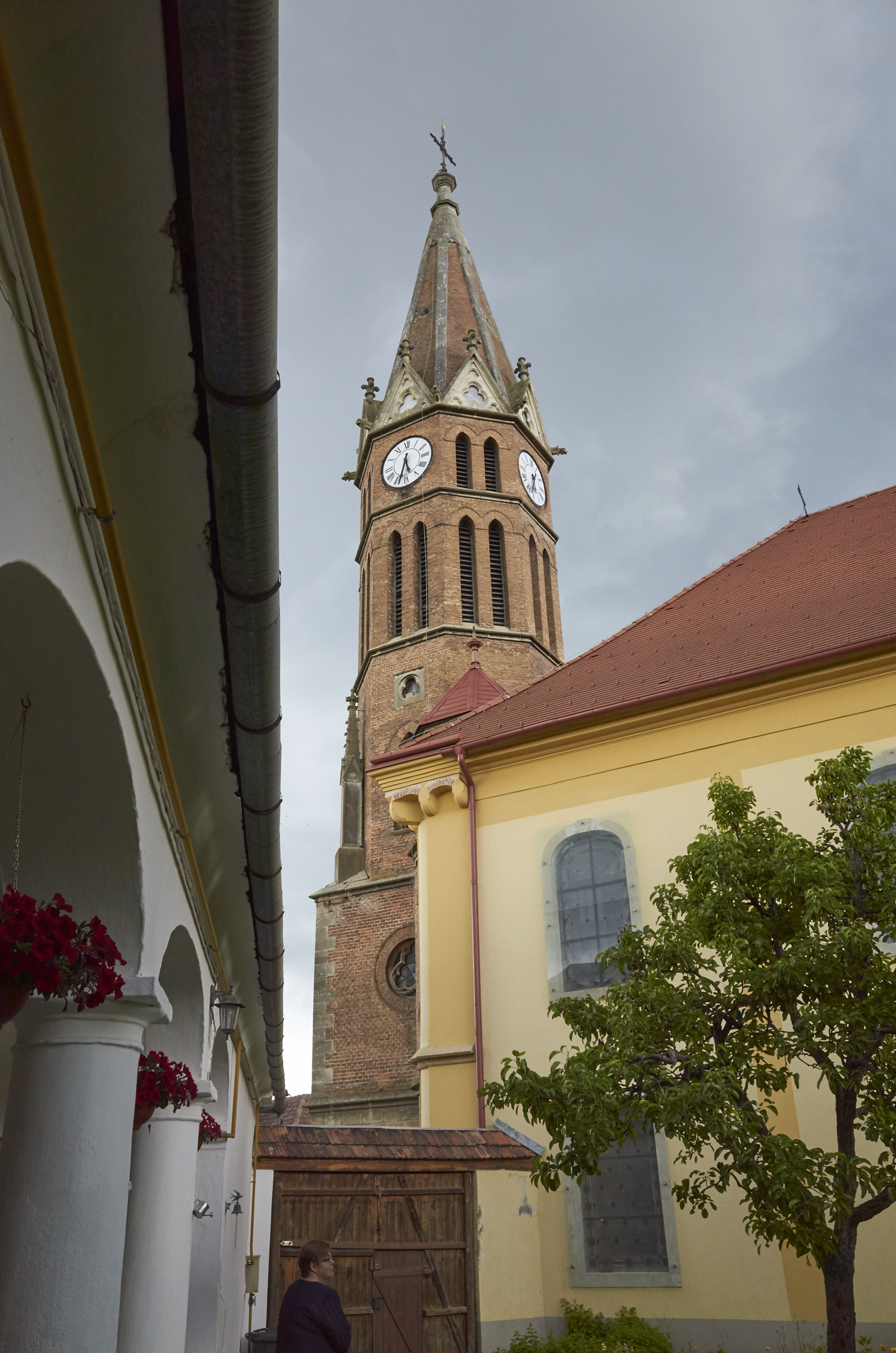
Turm der Kirche

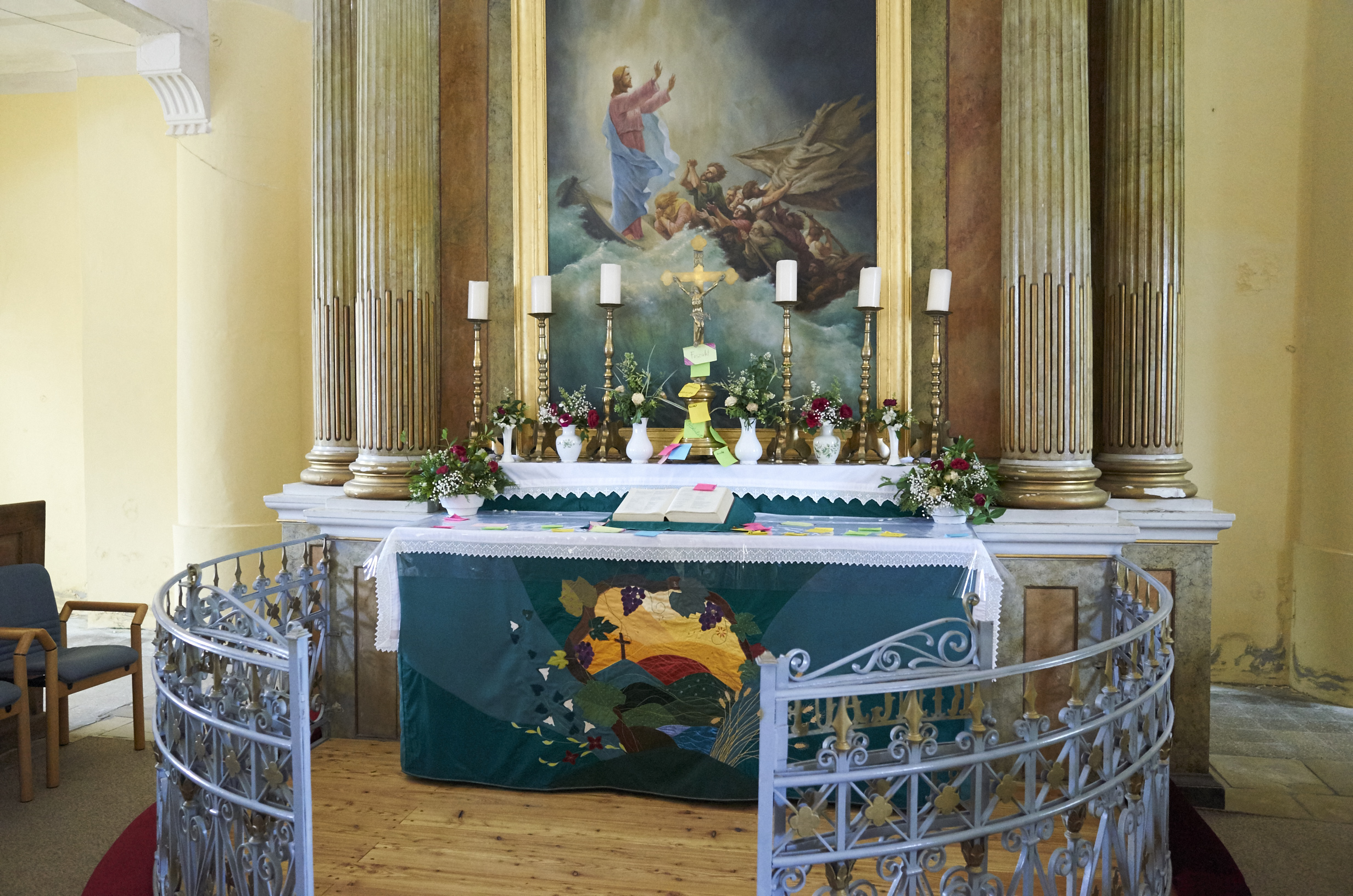
Nahaufnahme des Altars

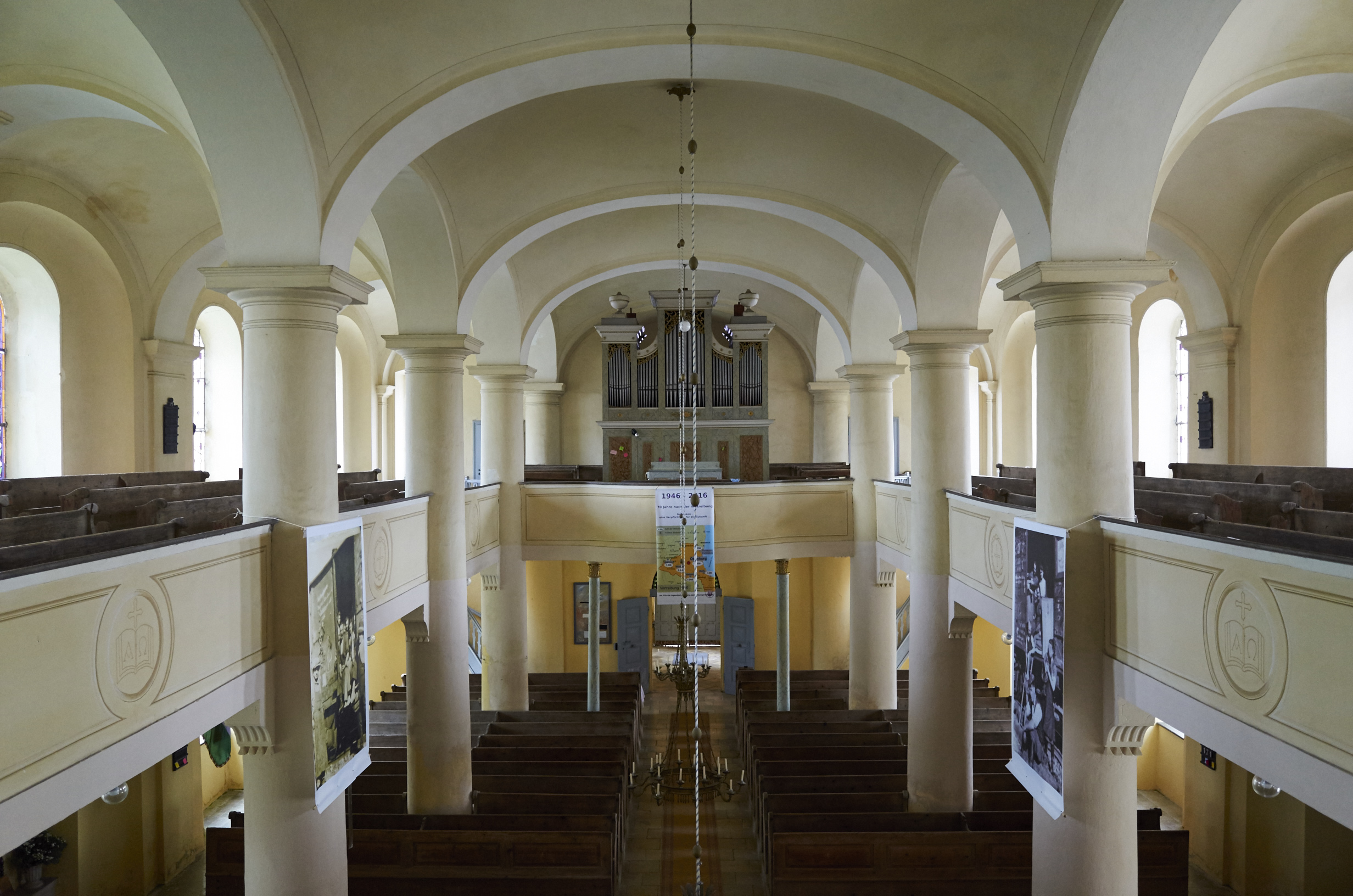
Innenraum von der Kanzel aus gesehen

Die Evangelische Kirche Ágfalva wurde am 13. Mai 1784 am Platz der Alten Schmiede in Agendorf, eine Gemeinde im Bezirk Ödenburg, errichtet.

## Geschichte
Beginnend mit 13. Mai 1784 wurden von jungen Leuten aus Agendorf, Wandorf und Loipersbach Pfähle in den sumpfigen Boden am Grund der Alten Schmiede eingeschlagen. Ebenso haben Bewohner der Dörfer Harkau, Mörbisch und Wolfs den Bau durch die Übernahme von Transportarbeiten unterstützt. Der Bau erfolgte unter der Leitung des Maurermeisters Georg Trost und des Zimmermanns Lorenz Mattis und wurde im Jahr 1785 fertiggestellt.
Bereits 1827 wurde die Kirche wegen Baufälligkeit neu errichtet, und am 27. September 1835 wurde der Neubau durch den Bischof Johann Kiss eingeweiht. Als den protestantischen Kirchen der Turmbau gestattet wurde, konnte 1869 mit dem Sammeln von Spenden in den Gemeinden Agendorf-Wandorf-Loipersbach  begonnen werden, und am 25. September 1870 wurde der 51 Meter hohe Turm eingeweiht.

## Ausstattung
An der Stelle des ehemaligen Eingangs befindet sich ein Denkmal, welches auf die Vertreibung der Deutschen im Jahr 1946 hinweist. Der Altar stammt aus dem Kahlenberger Kartäuserkloster. Die Kanzel, die direkt über dem Altar angeordnet ist, ist von der Spitalkirche aus Wien. Die Kirche hatte ursprünglich drei Glocken, wobei die 1162 kg schwere Heldenglocke und die Bittglocke von 1869 heute noch bestehen. Die dritte Glocke wurde am 11. Mai 1944 verschleppt.